# Jitendra Nath Pande
Jitendra Nath Pande (14 de junho de 1941 - 23 de maio de 2020) foi professor e chefe de medicina do Instituto de Estudos Médicos All India (AIIMS). Trabalhou como consultor sênior (medicina) no Instituto de Ciência e Pesquisa Sitaram Bhartia, em Nova Deli.
Publicou mais de 170 artigos em revistas nacionais e internacionais.

## Morte
Morreu em 23 de maio de 2020 durante o sono, quando estava em casa em quarentena devido à COVID-19.